# Bavarisauridae
De Bavarisauridae zijn een familie van uitgestorven basale squamaten, gevonden in de Solnhofener kalksteen in de buurt van Beieren, Duitsland. Er worden twee geslachten erkend: Bavarisaurus en Schoenesmahl. Tot 2017 was Bavarisaurus het enige geslacht in de familie, en het is misschien de enige echte bavarisauriër sinds Schoenesmahl in plaats daarvan deel zou hebben uitgemaakt van de Eichstaettisauridae.